# Agató de Samos
Agató (grec antic: Ἀγάθων, llatí: Agathon) fou un escriptor grec natural de Samos que va escriure un llibre sobre Escítia i un altre sobre rius, segons que diuen Plutarc i Estobeu.